# Armenia na Zimowych Igrzyskach Paraolimpijskich 2014
Armenia na Zimowych Igrzyskach Paraolimpijskich 2014 w Soczi była reprezentowana przez jednego zawodnika, który nie zdobył żadnego medalu. Był to piąty występ tego państwa na zimowych igrzyskach paraolimpijskich (po startach w roku 1998, 2002, 2006 i 2010). 

## Wyniki

### Narciarstwo alpejskie
| Zawodnik        | Kategoria                | Wynik   | Pozycja | Źródło |
| --------------- | ------------------------ | ------- | ------- | ------ |
| Myher Awanesjan | slalom na stojąco        | 2:30,34 | 34      | [ 2 ]  |
| Myher Awanesjan | slalom gigant na stojąco | DNF     | DNF     | [ 3 ]  |